# Kecksburgincidenten

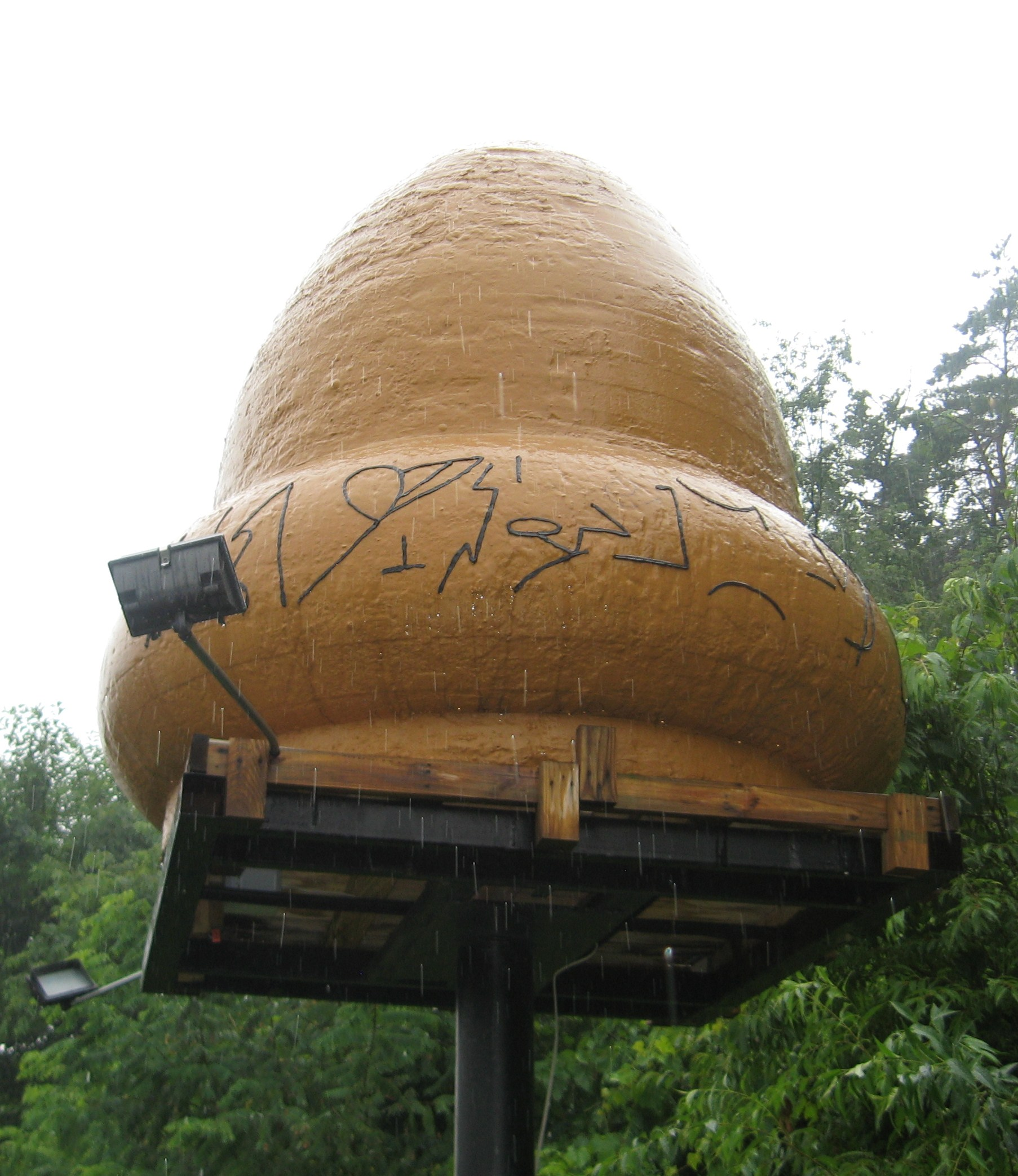
En modell av det kraschade objektet vid Kecksburgs brandstation.

Kecksburgincidenten inträffade den 9 december 1965 i Kecksburg, Pennsylvania. Ett stort och lysande eldklot sågs av tusentals personer i minst sju delstater. Det färdades över Detroit/Windsor-området och det rapporterades att det släppte metalliskt avfall över Michigan och norra Ohio, och att objektet passerade ljudgränsen över västra Pennsylvania. Allmänt troddes objektet vara en meteor och den rapporterades även som en sådan
Ögonvittnen i den lilla staden Kecksburg, ungefär 50 kilometer sydöst om Pittsburgh, rapporterade att de sett någonting störta i skogen. En pojke såg objektet landa; hans mor såg blå rök stiga från skogen och kontaktade polis. Andra från Kecksburg, inkluderat en frivilligbrandman från den lokala brandstationen, rapporterade att man hittat ett objekt som såg ut som ett ekollon och hade ungefär samma storlek som en folkabubbla. Man ska även ha hittat skrift som liknade egyptiska hieroglyfer på objektet. Ögonvittnen rapporterade också att ett stort antal militär personal var närvarande, främst från den amerikanska armén som säkrade området, höll civila från området, och sedan förflyttade föremålet från platsen på ett lastbilsflak. Samtidigt sa militären att de letat igenom skogen utan att hitta något.
Den officiella förklaringen till eldklotet var att det var en medelstor meteor. Spekulationer om vad objektet var varierar från att vara en utomjordisk farkost till att vara en del från den obemannade Venera 4 från Sovjetunionen, också känd som Kosmos-96. Detta uteslöts av NASA 2005 efter att ha studerat information från den dagen.
Likheter med Kecksburgincidenten och Roswellincidenten har gjort att denna incident brukar kallas "Pennsylvanias Roswell".